# Hildegard Lewy
Hildegard Lewy, geborene Hildegard Schlesinger, (* 17. November 1903 in Klausenburg, Österreich-Ungarn als Hildegard Schlesinger; † 8. Oktober 1969 in Cincinnati) war eine deutsch-amerikanische Assyriologin, Physikerin und Hochschullehrerin.
Hildegard Schlesinger war die Tochter des Mathematikers Ludwig Schlesinger. Sie studierte an der Universität Gießen und promovierte 1926 in Physik. Nach ihrer Heirat mit Julius Lewy wandte sie sich der Assyriologie zu; sie spezialisierte sich auf Keilschrifttexte und babylonische Mathematik. Sie übersetzte, kommentierte und veröffentlichte eine Reihe von Texten aus Nuzi und Mari. Nach dem Tod ihres Mannes übernahm sie 1963 die Professur für Assyriologie am Hebrew Union College in Cincinnati.

## Veröffentlichungen
- mit Julius Lewy: The Origin of the Week and the Oldest West Asiatic Calendar. In: Hebrew Union College Annual. 17. Jahrgang, 1942, ISSN 0360-9049, S. 1–152c, JSTOR:23506437 (englisch).
- Studies in Assyro-Babylonian Mathematics and Metrology. In: Orientalia. 18. Jahrgang, Nr. 1, 1949, ISSN 0030-5367, S. 40–67, JSTOR:43072613 (englisch).
- The Cambridge Ancient History: Volume 1, Part 2: Early History of the Middle East. Cambridge University Press, Cambridge 1971, Anatolia in the Old Assyrian Period (englisch).
- The Cambridge Ancient History: Volume 1, Part 2: Early History of the Middle East. Cambridge University Press, Cambridge 1971, Assyria, c. 2600–1816 B.C. (englisch).
- Old Assyrian Texts in the University Museum Philadelphia. In: Hebrew Union College Annual. 39. Jahrgang, 1968, S. 1–33 (englisch).
- A Contribution to the Historical Geography of the Nuzi Texts. In: Journal of the American Oriental Society. 88. Jahrgang, Nr. 1, 1968, ISSN 0003-0279, S. 150–162, doi:10.2307/597909, JSTOR:597909 (englisch, philpapers.org).
- Old Assyrian Texts in the University Museum Philadelphia. In: Hebrew Union College Annual. 40–41. Jahrgang, 1970, S. 45–85, JSTOR:23503070.